# Jean-Paul Mendy
Jean-Paul Mendy (Mantes-la-Jolie, 14 de diciembre de 1973) es un deportista francés que compitió en boxeo.
Ganó una medalla de bronce en el Campeonato Mundial de Boxeo Aficionado de 1997 y dos medallas de bronnce en el Campeonato Europeo de Boxeo Aficionado, en los años 1996 y 1998.
En diciembre de 2000 disputó su primera pelea como profesional. En su carrera profesional tuvo en total 31 combates, con un registro de 29 victorias, una derrota y un empate.

## Palmarés internacional
| Campeonato Mundial | Campeonato Mundial  | Campeonato Mundial | Campeonato Mundial |
| Año                | Lugar               | Medalla            | Categoría          |
| ------------------ | ------------------- | ------------------ | ------------------ |
| 1997               | Budapest (Hungría)  | Medalla de bronce  | 75 kg              |
| Campeonato Europeo |                     |                    |                    |
| Año                | Lugar               | Medalla            | Categoría          |
| 1996               | Vejle (Dinamarca)   | Medalla de bronce  | 75 kg              |
| 1998               | Minsk (Bielorrusia) | Medalla de bronce  | 75 kg              |